# Andreas Brümmer
Andreas Brümmer (* 17. Mai 1963 in Thuine) ist ein Professor für Fluidtechnik an der Technischen Universität Dortmund.

## Leben
Von 1984 bis 1990 studierte Brümmer Maschinenbau mit der Vertiefungsrichtung Strömungsmechanik an der Technischen Universität Braunschweig. Nach dem Studium arbeitete er als wissenschaftlicher Angestellter an der Technischen Universität Braunschweig. Im Jahr 1997 promovierte er zum Thema Ein Mehrfachtraglinienverfahren zur Analyse des Gleitfluges der Vögel. 
Nach seiner Promotion wechselte Brümmer zu Kötter Consulting Engineers, wo er bis zum Jahr 2005 als Fachbereichsleiter Strömungsdynamik beschäftigt war. Von 2005 bis 2006 war er dort als Technischer Leiter tätig.
Im Jahr 2006 wurde Brümmer Inhaber des ehemaligen Fachgebietes für Fluidenergiemaschinen an der Fakultät Maschinenbau der Technischen Universität Dortmund.
Von 2008 bis 2010 war Brümmer Dekan der Fakultät Maschinenbau der Technischen Universität Dortmund.

## Werke
- Ein Mehrfachtraglinienverfahren zur Analyse des Gleitfluges der Vögel. Braunschweig 1998.